# Hernádnémeti-Bőcs vasútállomás
Hernádnémeti-Bőcs vasútállomás egy Borsod-Abaúj-Zemplén vármegyei vasútállomás, Bőcs településen, a MÁV üzemeltetésében. Bőcs belterületének északi szélén (a másik névadó település, Hernádnémeti központjától mintegy 1,5-2 kilométerre délre) helyezkedik el, nem messze a 3607-es út vasúti keresztezésétől keleti irányban; közúti elérését az abból kiágazó 36 303-as számú mellékút biztosítja.

## Vasútvonalak
Az állomást az alábbi vasútvonalak érintik:
- Budapest–Sátoraljaújhely-vasútvonal

## Kapcsolódó állomások
A vasútállomáshoz az alábbi állomások vannak a legközelebb:
- Felsőzsolca vasútállomás (Budapest–Sátoraljaújhely-vasútvonal)
- Tiszalúc megállóhely (Budapest–Sátoraljaújhely-vasútvonal)

## Forgalom
| Járat        | Útvonal | Gyakoriság          |
| ------------ | --- | ------------------- |
| személyvonat | Miskolc-Tiszai – Felsőzsolca – Hernádnémeti-Bőcs – Tiszalúc – Taktaharkány – Taktaszada – Szerencs – Mezőzombor – Tarcal – Tokaj – Rakamaz – Virányos – Görögszállás – Nyírtelek – Füzesbokor – Nyíregyháza | 1-2 óránként        |
| személyvonat | Füzesabony – Szihalom – Mezőkövesd – Mezőkövesd felső – Mezőkeresztes-Mezőnyárád – Csincse – Emőd – Nyékládháza – Miskolc-Tiszai – Felsőzsolca – Hernádnémeti-Bőcs – Tiszalúc – Taktaharkány – Taktaszada – Szerencs – Mezőzombor – Bodrogkeresztúr – Szegi – Erdőbénye – Olaszliszka-Tolcsva – Bodrogolaszi – Sárospatak – Sátoraljaújhely | 2 óránként          |
| személyvonat | Miskolc-Tiszai – Felsőzsolca – Hernádnémeti-Bőcs – Tiszalúc – Taktaharkány – Taktaszada – Szerencs – Mezőzombor – Bodrogkeresztúr – Szegi – Erdőbénye – Olaszliszka-Tolcsva – Bodrogolaszi – Sárospatak – Sátoraljaújhely | Napi 2 pár          |
| gyorsvonat   | Nyíregyháza → Rakamaz → Tokaj → Szerencs → Taktaszada → Taktaharkány → Tiszalúc → Hernádnémeti-Bőcs → Felsőzsolca → Miskolc-Tiszai | Napi 1 Miskolc felé |